# Necrópole do Pardieiro
A Necrópole do Pardieiro é um sítio arqueológico na freguesia de São Martinho das Amoreiras, no Município de Odemira, na região do Alentejo, em Portugal. Corresponde a uma necrópole da Idade do Ferro, sendo considerada como um dos mais importantes sítios deste tipo em território nacional.

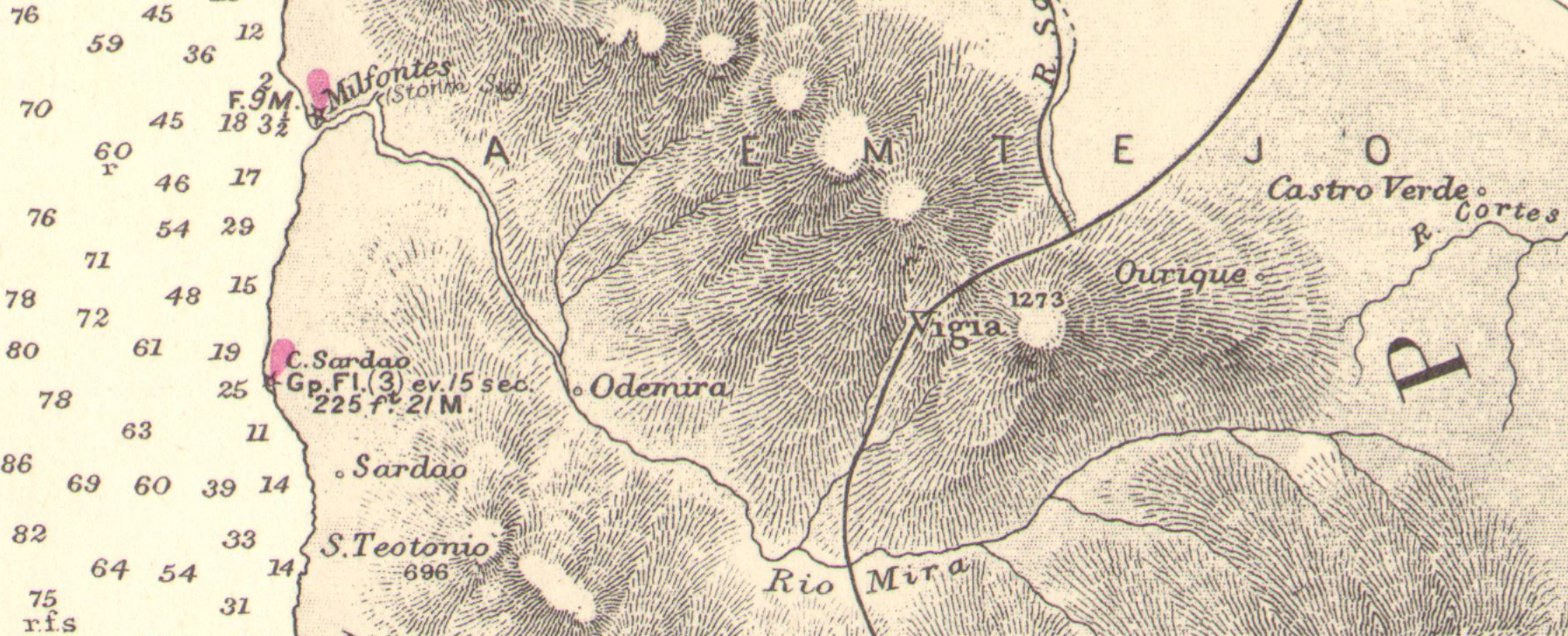
Detalhe do vale do Rio Mira, num mapa de 1873. A Necrópole do Pardieiro situa-se na Serra da Vigia, entre Odemira e Ourique.

## Descrição
O sítio arqueológico situa-se numa pequena elevação, que faz parte da Serra da Vigia, na freguesia de São Martinho das Amoreiras, nas imediações da cadeia montanhosa de Monchique. Localiza-se na antiga propriedade de Monte do Pardieiro, a cerca de três quilómetros de distância de Corte Malhão, junto à estrada que liga aquela povoação a São Martinho das Amoreiras. Consiste numa necrópole, formada por treze estruturas funerárias, das quais onze foram elaboradas em pedra seca, com planta de forma sub-rectangular, todos justapostos. As outras duas sepulturas ocupam uma posição periférica, e quando foram escavadas encontravam-se por debaixo de uma árvore. Os onze monumentos centrais cobriam sepulturas em fossa, abertas nos xistos da rocha base, e estavam envolvidas em molduras de planta rectangular, em alvenaria de xisto. Estavam cobertas por lajes de grandes dimensões, das quais algumas eram aparelhadas e tinham elementos decorativos. Em termos de organização, estavam todos adossados a uma sepultura central, de maiores dimensões, com cerca de 1,4 por 0,8 m, tendo sido escavadas de forma a alinharem com os pontos cardeais.
É considerada como uma das mais importantes necrópoles da primeira Idade do Ferro, devido às suas boas condições de conservação, à sua arquitectura e ao rico espólio que foi encontrdo nas suas sepulturas. Com efeito, o arqueólogo Jorge Vilhena afirmou que o monumento permite «um estudo excepcional da sociedade que a utilizou há 2500 anos» além de possibilitar uma datação mais precisa da «escrita do Sudoeste». Explicou que em três túmulos as lajes sobre as sepulturas «estavam epigrafadas com Escrita do Sudoeste», e em duas estão retratadas pegadas humanas, o que podia indicar que o sítio arqueológico poderia ter sido uma «necrópole de reis». Estes desenhos de pés também foram encontrados em várias necrópoles na região do Alentejo, embora integradas na Idade do Bronze, tendo sido explicados por Jorge Vilhena como «uma alusão à caminhada para a morte», recordando que tanto em território nacional como no estrangeiro, as marcas deste tipo geralmente ficaram ligadas a lendas populares, como a «passagem de santos que fugiam dos romanos ou dos mouros». Acrescentou igualmente que na Irlanda este tipo de gravuras poderiam ter sido feitas para «os antigos reis colocarem os pés quando eram aclamados».
Entre o espólio recolhido no local destaca-se a presença de grãos de cevada tostada, que poderão indicar que o cereal foi alvo de um processo para a sua conservação, ou para a produção de malte, que iria ser utilizado no fabrico de um tipo de cerveja primitiva, conhecida como cervoise. Também foram encontradas três lápides em pedra, gravadas com escrita da primeira Idade do Ferro do Sudoeste Peninsular, que poderá ser o sistema de escrita mais antigo na Europa Ocidental. Foram igualmente recolhidas duas estelas ornamentadas com gravuras em forma de pé, denominadas de podomorfo (es). No interior das sepulturas encontravam-se várias oferendas votivas de contexto funerário, incluindo colares de contas em âmbar, pasta vítrea, ouro, prata, e vidro negro, pingentes em cornalina, peças em cerâmica, e algumas armas em ferro, como facas e pontas e contos de lança.

## História
Segundo o arqueólogo Jorge Vilhena, a necrópole começou a ser utilizada «provavelmente no final do século VII a.C. ou inícios do VI a.C, durante a 1.ª Idade do Ferro», há cerca de 2500 anos atrás. Primeiro terá sido construído um grande túmulo de planta rectangular, cuja altura original era de cerca de meio metro de alçado, que cobria uma grande fossa aberta na rocha, e que tinha mais de meio metro de profundidade. Jorge Vilhena explicou que esta fossa foi encontrada vazia, «provavelmente devido a um antigo saque». Com efeito, ao longo da sua história a necrópole foi por diversas vezes assaltada, tendo apesar disto mantido ainda um rico conjunto de espólio.
O sítio arqueológico foi identificado em 1971, no âmbito de investigações feitas após a descoberta de uma estela epigrafada com Escrita do Sudoeste, perto do local onde se encontrou depois a necrópole. A peça foi encontrada por uma charrua durante trabalhos agrícolas, tendo sido depois preservada na Associação Cultural de Garvão, em Ourique. Só cerca de duas décadas depois é que foi identificada a epigrafia escrita na lápide, pelos arqueólogos Caetano Beirão e Varela Gomes. O arqueólogo Virgílio Hipólito Correia explicou que «na altura da identificação, os arqueólogos verificaram que a lápide tinha sido achada a meia dúzia de metros do local original. Ficou claro que a necrópole à qual pertencia localizava-se nas imediações». A lápide é de especial interesse por ter inscrito um signo «muito pouco conhecido» no contexto da Escrita do Sudoeste, pelo que levantou várias questões sobre a inscrição na epigrafia e a idade da peça, e por conseguinte, de todo o sistema da escrita. Esta foi criada pelos povos tartessos, que era o nome que foi atribuído pelos antigos gregos a esta civilização, e que habitava as regiões da Andaluzia, em Espanha, e do Baixo Alentejo e Algarve, em Portugal. Esta escrita foi desenvolvida cerca de meio milénio antes do nascimento de Cristo, durante a fase da primeira Idade do Ferro, mas entrou em decadência a partir do século V a.C.. Sofreu a influência das culturas fenícia e egípcia, sendo considerada uma linguagem complexa, e muito diferente das utilizadas pelas outras civilizações na Península Ibérica. Esta estela foi depois preservada no Museu da Escrita do Sudoeste, na vila de Almodôvar.
De forma a «esclarecer as dúvidas» e «conhecer com mais exactidão e pormenor o contexto arqueológico da lápide», o local foi alvo de pesquisas entre 1989 e 1990, pelos arqueólogos Caetano de Mello Beirão e Virgílio Hipólito Correia, tendo nesta fase sido descobertas dez sepulturas em forma de monumento, além de outras duas lápides com Escrita do Sudoeste. Depois o sítio foi alvo de várias intervenções por parte da Câmara Municipal de Odemira, tendo em 2001 sido realizados trabalhos de restauro e conservação dos túmulos, que incluíram a remoção de arbustos, a consolidação das estruturas antigas, e o preenchimento das covas com um material apropriado. Em 2007 e 2008 foram feitas obras de valorização, que incluíram a vedação do sítio arqueológico, abertura de acessos pedonais, e a instalação de sinalização e de painéis informativos. As intervenções de restauro e valorização também foram feitas pela autarquia de Odemira, e coordenadas pelo arqueológico Jorge Vilhena. O sítio voltou a ser alvo de trabalhos arqueológicos na campanha de 2008 a 2009. Entretanto foram encontradas outras três sepulturas, incluindo duas situadas de forma periférica, que não foram alvo de escavações por se situarem debaixo de um sobreiro, enquanto que a última sepultura foi descoberta durante as obras de vedação, em 2007. O monumento foi aberto ao público em 6 de Maio de 2008, num evento que incluiu igualmente uma palestra de Virgílio Hipólito Correia sobre a Necrópole e o estudo da Escrita do Sudoeste, na Biblioteca Municipal de Odemira.
Em Maio de 2017, o Grupo de Estudos do Território de Odemira organizou, em cooperação com a autarquia, o programa Pardieiro – Pão, Vinho ou Cerveja. A poção de Meletzos e a libação dos pretores, durante o qual se visitou o monumento do Pardieiro. A visita foi coordenada pelo arqueólogo Jorge Vilhena, e juntou a vertente arqueológica e histórica à cultura da região, do ponto de vista da antropologia e da gastronomia.